# Bartschkühnen
Bartschkühnen, 1938 bis 1945: Kühnen, litauisch Barškynai, ist ein verlassener Ort im Rajon Krasnosnamensk der russischen Oblast Kaliningrad. Der südliche Teil des ehemaligen Gemeindegebietes von Bartschkühnen/Kühnen gehört zum Rajon Nesterow.
Die Ortsstelle befindet sich zwei Kilometer nördlich von Rasdolnoje (Tarpupönen/Sommerkrug) und ist über eine Nebenstraße zu erreichen, die von der von dort nach Tretjakowo (Sodargen) führenden Kommunalstraße 27K-058 nach Westen abzweigt.

## Geschichte

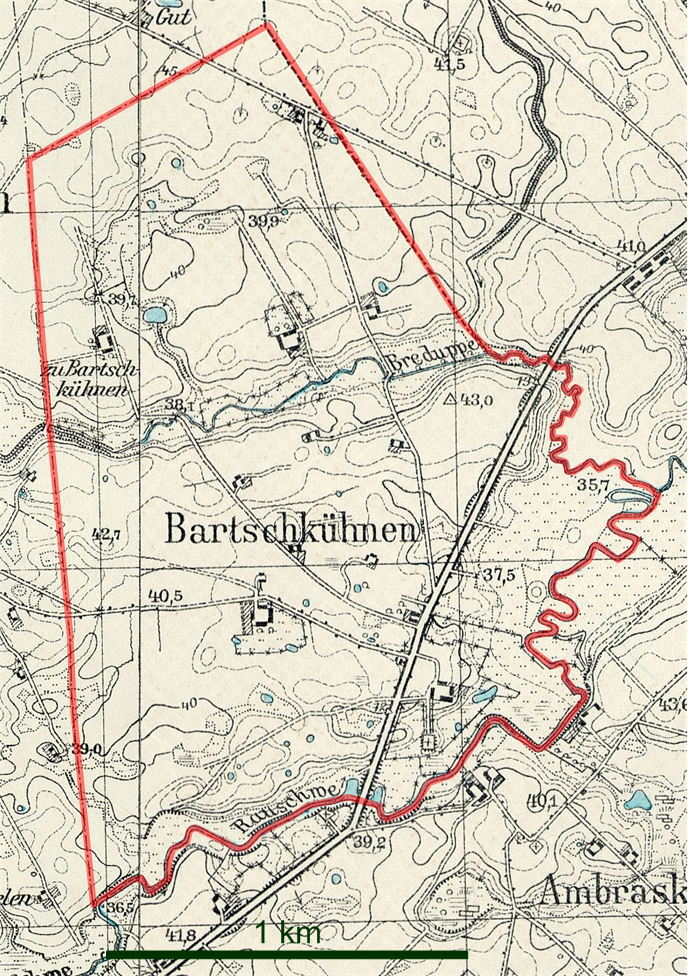
Die Gemeinde Bartschkühnen auf zwei Messtischblättern von 1931 und 1937

Barschkühnen wurde vor 1736 gegründet. Um 1780 war Bartzkühnen ein meliertes Dorf. 1874 wurde die Landgemeinde Bartschkühnen in den neu gebildeten Amtsbezirk Warningken im Kreis Pillkallen eingegliedert. 1938 wurde Bartschkühnen in Kühnen umbenannt. 1945 kam der Ort in Folge des Zweiten Weltkrieges mit dem nördlichen Ostpreußen zur Sowjetunion. Einen russischen Namen erhielt er nicht mehr.

### Einwohnerentwicklung
| Jahr | Einwohner |
| ---- | --------- |
| 1867 | 102       |
| 1871 | 101       |
| 1885 | 90        |
| 1905 | 82        |
| 1910 | 87        |
| 1933 | 87        |
| 1939 | 93        |

## Kirche
Bartschkühnen gehörte zunächst zum evangelischen Kirchspiel Bilderweitschen und seit der Errichtung der dortigen Kirche 1895 dann zum evangelischen Kirchspiel Groß Warningken.